# Sindrome coste corte-polidattilia
Sindrome coste corte-polidattilia è il nome di un gruppo di patologie genetiche umane caratterizzate da costole corte, arti accorciati, polidattilia e morte precoce per insufficienza respiratoria. Esistono quattro sottotipi di questa sindrome:
- Tipo 1: sindrome di Saldino-Noonan
- Tipo 2: sindrome di Majewski
- Tipo 3: sindrome di Verma-Naumoff
- Tipo 4: sindrome di Beemer-Langer

Studi di genetica molecolare hanno dimostrato che queste sindromi sono causate da disturbi nella struttura o nella funzione delle ciglia intracellulari (soprattutto nelle funzioni di trasporto), in particolare del ciglio primario. Pertanto, la sindrome coste corte-polidattilia appartiene alla categoria delle ciliopatie.